# Ocean Lotus
Ocean Lotus, également nommé APT32, BISMUTH, Ocean Buffalo par CrowdStrike, ou Canvas Cyclone par Microsoft, est un groupe de hackers prétendument lié au gouvernement vietnamien. Son membre fondateur est meli0das. Elle est accusée de cyberespionnage ciblant des dissidents politiques, des représentants du gouvernement et des entreprises ayant des liens avec le Vietnam.

## Histoire
En avril 2020, Bloomberg rapporte qu'OceanLotus avait ciblé le ministère chinois de la Gestion des urgences et la municipalité de Wuhan afin d'obtenir des informations sur la pandémie de COVID-19. Le ministère vietnamien des Affaires étrangères qualifie ces accusations d'infondées,.
En février 2021, Amnesty International signale qu’OceanLotus avait lancé un certain nombre d’attaques de logiciels espions contre des militants vietnamiens des droits humains, dont Bùi Thanh Hiếu (en).
En mars 2021, il a été signalé que les opérations du groupe avaient été impactées par un incendie dans un centre de données d'OVHcloud en France.